# Historique de la draft des Mavericks de Dallas
Le tableau suivant établit l'historique des sélections de la draft des Mavericks de Dallas, au sein de la National Basketball Association (NBA) depuis 1980. 
Ils ont également réalisé une draft d'expansion en 1980, où ils ont sélectionné des joueurs pour réaliser leurs débuts dans la ligue.

## Légende
|  | Joueur intronisé au Basketball Hall of Fame          |
|  | Joueur sélectionné en premier choix lors de sa draft |
|  | Joueur ayant participé au NBA All-Star Game          |

## Sélections

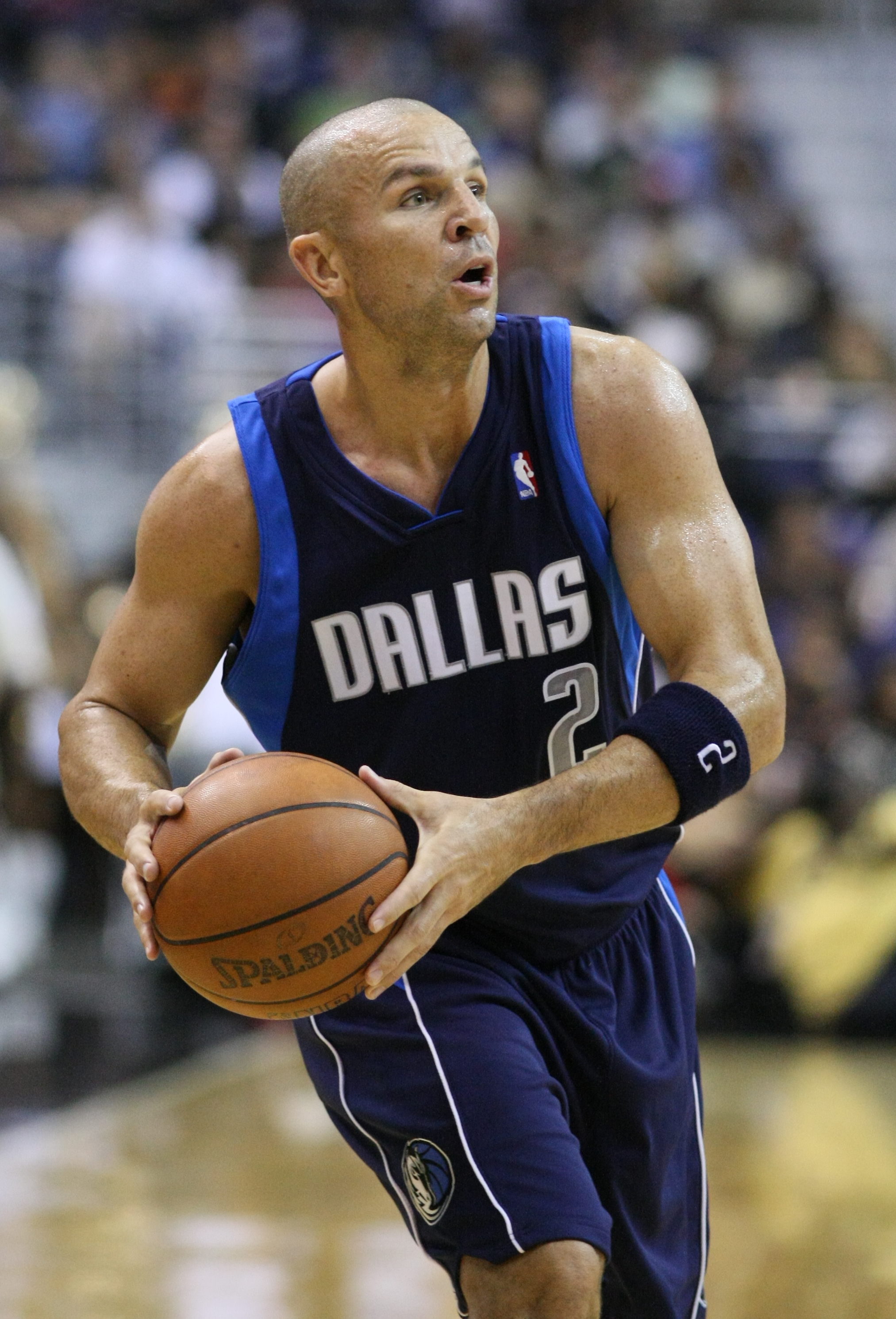
Jason Kidd, sélectionné en 1994.

| Année | Tour | Choix | Nom du joueur        | Provenance                                 |
| ----- | ---- | ----- | -------------------- | ------------------------------------------ |
| 2024  | 2    | 58    | Ariel Hukporti       | Riesen Ludwigsbourg (Allemagne)            |
| 2023  | 1    | 10    | Cason Wallace        | Wildcats du Kentucky                       |
| 2022  | 1    | 26    | Wendell Moore        | Blue Devils de Duke                        |
| 2020  | 1    | 18    | Josh Green           | University of Arizona                      |
| 2020  | 2    | 31    | Tyrell Terry         | Stanford University                        |
| 2019  | 2    | 45    | Isaiah Roby          | University of Nebraska-Lincoln             |
| 2018  | 1    | 5     | Trae Young           | University of Oklahoma                     |
| 2018  | 2    | 33    | Jalen Brunson        | Villanova University                       |
| 2018  | 2    | 56    | Shake Milton         | Southern Methodist University              |
| 2017  | 1    | 9     | Dennis Smith Jr.     | NC State University                        |
| 2016  | 2    | 46    | A. J. Hammons        | Purdue University                          |
| 2015  | 1    | 21    | Justin Anderson      | University of Virginia                     |
| 2015  | 2    | 52    | Satnam Singh Bhamara | IMG Academy                                |
| 2013  | 1    | 13    | Kelly Olynyk         | Gonzaga University                         |
| 2013  | 2    | 44    | Mike Muscala         | Bucknell University                        |
| 2013  | 1    | 17    | Tyler Zeller         | University of North Carolina               |
| 2013  | 2    | 55    | Darius Johnson-Odom  | Marquette University                       |
| 2011  | 1    | 26    | Jordan Hamilton      | University of Texas at Austin              |
| 2011  | 2    | 57    | Tanguy Ngombo        | Al Rayan SC Basketball Team (Qatar)        |
| 2010  | 2    | 50    | Solomon Alabi        | Florida State University                   |
| 2009  | 1    | 24    | Byron Mullens        | Ohio State University                      |
| 2009  | 2    | 56    | Ahmad Nivins         | Saint Joseph's University                  |
| 2008  | 2    | 51    | Shan Foster          | Vanderbilt University                      |
| 2007  | 2    | 34    | Nick Fazekas         | University of Nevada, Reno                 |
| 2007  | 2    | 50    | Renaldas Seibutis    | Olympiakos B.C. (Grèce)                    |
| 2007  | 2    | 60    | Milovan Raković      | Mega Basket (Serbie)                       |
| 2006  | 1    | 28    | Maurice Ager         | Michigan State University                  |
| 2006  | 2    | 58    | J. R. Pinnock        | George Washington University               |
| 2004  | 2    | 50    | Vassilis Spanoulis   | Maroussi B.C. (Grèce)                      |
| 2003  | 1    | 29    | Josh Howard          | Wake Forest University                     |
| 2003  | 2    | 57    | Xue Yuyang           | Hong Kong Flying Dragons (Chine)           |
| 2002  | 2    | 54    | Mladen Šekularac     | FMP (Serbie)                               |
| 2001  | 2    | 43    | Kyle Hill            | Eastern Illinois University                |
| 2001  | 2    | 53    | Kenny Satterfield    | University of Cincinnati                   |
| 2000  | 1    | 16    | Etan Thomas          | Syracuse University                        |
| 2000  | 2    | 31    | Dan Langhi           | Vanderbilt University                      |
| 2000  | 2    | 58    | Pete Mickeal         | University of Cincinnati                   |
| 1999  | 2    | 36    | Wang Zhizhi          | Bayi Rockets (Chine)                       |
| 1999  | 2    | 40    | Gordan Giriček       | KK Cibona (Croatie)                        |
| 1998  | 1    | 6     | Robert Traylor       | University of Michigan                     |
| 1998  | 2    | 30    | Ansu Sesay           | University of Mississippi                  |
| 1998  | 2    | 35    | Bruno Šundov         | KK Split (Croatie)                         |
| 1998  | 2    | 53    | Greg Buckner         | Clemson University                         |
| 1997  | 1    | 15    | Kelvin Cato          | Iowa State University                      |
| 1997  | 2    | 34    | Bubba Wells          | Austin Peay State University               |
| 1996  | 1    | 9     | Samaki Walker        | University of Louisville                   |
| 1996  | 2    | 34    | Shawn Harvey         | West Virginia State University             |
| 1996  | 2    | 58    | Darnell Robinson     | University of Arkansas                     |
| 1995  | 1    | 12    | Cherokee Parks       | Duke University                            |
| 1995  | 2    | 24    | Loren Meyer          | Iowa State University                      |
| 1994  | 1    | 2     | Jason Kidd           | University of California                   |
| 1994  | 1    | 19    | Tony Dumas           | University of Missouri–Kansas City         |
| 1994  | 2    | 28    | Deon Thomas          | University of Illinois at Urbana–Champaign |
| 1993  | 1    | 4     | Jamal Mashburn       | University of Kentucky                     |
| 1993  | 2    | 28    | Lucious Harris       | California State University, Long Beach    |
| 1993  | 2    | 33    | Eric Riley           | University of Michigan                     |
| 1992  | 1    | 4     | Jim Jackson          | Ohio State University                      |
| 1992  | 2    | 30    | Sean Rooks           | University of Arizona                      |
| 1991  | 1    | 6     | Doug Smith           | University of Missouri                     |
| 1991  | 2    | 33    | Donald Hodge         | Temple University                          |
| 1991  | 2    | 35    | Mike Iuzzolino       | Saint Francis University                   |
| 1990  | 2    | 49    | Phil Henderson       | Duke University                            |
| 1989  | 1    | 8     | Randy White          | Louisiana Tech University                  |
| 1989  | 2    | 35    | Pat Durham           | Colorado State University                  |
| 1989  | 2    | 53    | Jeff Hodge           | University of South Alabama                |
| 1988  | 2    | 46    | Morlon Wiley         | California State University, Long Beach    |
| 1988  | 2    | 49    | José Vargas          | Louisiana State University                 |
| 1988  | 3    | 70    | Jerry Johnson        | Florida Southern College                   |
| 1987  | 1    | 20    | Jim Farmer           | University of Alabama                      |
| 1987  | 2    | 20    | Steve Alford         | Indiana University                         |
| 1987  | 3    | 66    | Mike Richmond        | University of Texas at El Paso             |
| 1987  | 4    | 89    | David Johnson        | University of Oklahoma                     |
| 1987  | 5    | 112   | Sam Hill             | University of Iowa                         |
| 1987  | 6    | 135   | Quintan Gates        | University of Texas at El Paso             |
| 1987  | 7    | 158   | Gerald White         | Auburn University                          |
| 1986  | 1    | 7     | Roy Tarpley          | University of Michigan                     |
| 1986  | 2    | 25    | Mark Price           | Georgia Institute of Technology            |
| 1986  | 2    | 35    | Milt Wagner          | University of Louisville                   |
| 1986  | 3    | 62    | Anthony Welch        | University of Illinois at Urbana–Champaign |
| 1986  | 4    | 85    | Myron Jackson        | University of Arkansas at Little Rock      |
| 1986  | 5    | 108   | Jay Bilas            | Duke University                            |
| 1986  | 6    | 131   | Greg Anderson        | Lamar University                           |
| 1986  | 7    | 154   | Kim Cooksey          | Middle Tennessee State University          |
| 1985  | 1    | 8     | Detlef Schrempf      | University of Washington                   |
| 1985  | 1    | 16    | Bill Wennington      | St. John's University (NY)                 |
| 1985  | 1    | 17    | Uwe Blab             | Indiana University                         |
| 1985  | 2    | 40    | Mark Acres           | Oral Roberts University                    |
| 1985  | 3    | 50    | Leonard Allen        | San Diego State University                 |
| 1985  | 3    | 63    | Harold Keeling       | Santa Clara University                     |
| 1985  | 4    | 86    | Bubba Jennings       | Texas Tech University                      |
| 1985  | 5    | 109   | Tommy Davis          | University of Minnesota                    |
| 1985  | 6    | 132   | Carlton Cooper       | University of Texas at Austin              |
| 1985  | 7    | 155   | Ed Catchings         | University of Nevada, Las Vegas            |
| 1984  | 1    | 4     | Sam Perkins          | University of North Carolina               |
| 1984  | 1    | 15    | Terence Stansbury    | Temple University                          |
| 1984  | 2    | 38    | Charlie Sitton       | Northwestern State University              |
| 1984  | 2    | 40    | Anthony Teachey      | Wake Forest University                     |
| 1984  | 2    | 41    | Tom Sluby            | University of Notre Dame                   |
| 1984  | 3    | 61    | Jeff Cross           | University of Maine                        |
| 1984  | 4    | 84    | John Horrocks        | University of North Texas                  |
| 1984  | 5    | 107   | Dave Williams        | University of Illinois at Chicago          |
| 1984  | 6    | 130   | LaVerne Evans        | Marshall University                        |
| 1984  | 7    | 153   | George Turner        | University of California, Irvine           |
| 1984  | 8    | 176   | Leroy Sutton         | University of Arkansas                     |
| 1984  | 9    | 198   | John Tudor           | Louisiana State University                 |
| 1984  | 10   | 220   | Napoleon Johnson     | Grambling State University                 |
| 1983  | 1    | 9     | Dale Ellis           | University of Tennessee                    |
| 1983  | 1    | 11    | Derek Harper         | University of Illinois at Urbana–Champaign |
| 1983  | 2    | 30    | Mark West            | Old Dominion University                    |
| 1983  | 2    | 33    | Dirk Minniefield     | University of Minnesota                    |
| 1983  | 4    | 79    | Johnny Martin        | Northwestern State University              |
| 1983  | 5    | 102   | Jim Lampley          | University of Arkansas at Little Rock      |
| 1983  | 6    | 125   | Billy Allen          | University of Nevada, Reno                 |
| 1983  | 7    | 148   | Terrell Schlundt     | Marquette University                       |
| 1983  | 8    | 171   | Bill Sadler          | Pepperdine University                      |
| 1983  | 9    | 193   | Sherrod Arnold       | Chicago State University                   |
| 1983  | 10   | 214   | Clyde Corley         | Florida International University           |
| 1982  | 1    | 4     | Bill Garnett         | University of Wyoming                      |
| 1982  | 3    | 50    | Corny Thompson       | University of Connecticut                  |
| 1982  | 4    | 73    | Rudy Woods           | Texas A&M University                       |
| 1982  | 5    | 96    | Ken Arnold           | University of Iowa                         |
| 1982  | 6    | 119   | Wayne Waggoner       | Northwestern State University              |
| 1982  | 7    | 142   | Bob Grady            | Northwestern University                    |
| 1982  | 8    | 165   | Keith Peterson       | University of Arkansas                     |
| 1982  | 9    | 188   | Ralph McPherson      | University of Texas at Arlington           |
| 1982  | 10   | 209   | Albert Culton        | University of Texas at Arlington           |
| 1981  | 1    | 1     | Mark Aguirre         | DePaul University                          |
| 1981  | 1    | 9     | Rolando Blackman     | Kansas State University                    |
| 1981  | 2    | 24    | Jay Vincent          | Michigan State University                  |
| 1981  | 2    | 43    | Elston Turner        | University of Mississippi                  |
| 1981  | 3    | 47    | Art Housey           | University of Kansas                       |
| 1981  | 4    | 70    | Eddie Moss           | Syracuse University                        |
| 1981  | 5    | 93    | Pete Budko           | University of North Carolina               |
| 1981  | 6    | 116   | Karl Bakowski        | University of Utah                         |
| 1981  | 7    | 139   | Danny Davis          | UNC Wilmington                             |
| 1981  | 8    | 162   | David Kennedy        | University of Cincinnati                   |
| 1981  | 9    | 184   | John Hollinden       | Indiana State Evansville                   |
| 1981  | 10   | 204   | Scott Bosanko        | Northern State College                     |
| 1980  | 1    | 11    | Kiki Vandeweghe      | UCLA                                       |
| 1980  | 2    | 34    | Roosevelt Bouie      | Syracuse University                        |
| 1980  | 3    | 57    | Dave Britton         | Texas A&M University                       |
| 1980  | 4    | 80    | David Johnson        | Weber State University                     |
| 1980  | 5    | 103   | Darrell Allums       | UCLA                                       |
| 1980  | 6    | 126   | Leroy Jackson        | Cameron University                         |
| 1980  | 7    | 149   | Tony Forch           | Midwestern State University                |
| 1980  | 8    | 169   | Clarence Kea         | Lamar University                           |
| 1980  | 9    | 189   | Ken Williams         | University of Houston                      |
| 1980  | 10   | 206   | Tom Morgan           | California State University, Fullerton     |